# Copenhagen Sprint 2025 (mannen)
De eerste editie van de wielerwedstrijd Copenhagen Sprint voor mannen vond plaats op 22 juni 2025, daags na de vrouweneditie. De 166 deelnemers startten in Roskilde en finishten 235,6 kilometer later in Kopenhagen, waar eerst vijf plaatselijke rondjes werd gereden. De wedstrijd maakte deel uit van de World Tour, met de categorie 1.UWT. De Belg Jordi Meeus won, voor de Fransen Alexis Renard en Emilien Jeannière.

## Uitslag
| Plaats  | Naam                    | Ploeg                   | Tijd     |
| ------- | ----------------------- | ----------------------- | -------- |
| Winnaar | Jordi Meeus             | Red Bull-BORA-hansgrohe | 5u01'15" |
| 2       | Alexis Renard           | Cofidis                 | z.t.     |
| 3       | Emilien Jeannière       | TotalEnergies           | z.t.     |
| 4       | Arnaud Démare           | Arkéa-B&B Hotels        | z.t.     |
| 5       | Tobias Lund Andresen    | Picnic PostNL           | z.t.     |
| 6       | Hugo Page               | Intermarché-Wanty       | z.t.     |
| 7       | Dylan Groenewegen       | Jayco AlUla             | z.t.     |
| 8       | Phil Bauhaus            | Bahrain Victorious      | z.t.     |
| 9       | Stanisław Aniołkowski   | Cofidis                 | z.t.     |
| 10      | Søren Wærenskjold       | Uno-X Mobility          | z.t.     |
| 11      | Laurenz Rex             | Intermarché-Wanty       | z.t.     |
| 12      | Rasmus Søjberg Pedersen | Denemarken              | z.t.     |
| 13      | Manuel Peñalver         | Polti VisitMalta        | z.t.     |
| 14      | Riley Pickrell          | Israel-Premier Tech     | z.t.     |
| 15      | Tibor Del Grosso        | Alpecin-Deceuninck      | z.t.     |
| 16      | Giovanni Lonardi        | Polti VisitMalta        | z.t.     |
| 17      | Milan Menten            | Lotto                   | z.t.     |
| 18      | Nicolò Parisini         | Q36.5                   | z.t.     |
| 19      | Luca Mozzato            | Arkéa-B&B Hotels        | z.t.     |
| 20      | Emīls Liepiņš           | Q36.5                   | z.t.     |

Mannen: 2025
Vrouwen: 2025
Tour Down Under ·
Great Ocean Road Race ·
Ronde van de Verenigde Arabische Emiraten ·
Omloop Het Nieuwsblad ·
Strade Bianche ·
Parijs-Nice · 
Tirreno-Adriatico · 
Milaan-San Remo ·
Ronde van Catalonië ·
Classic Brugge-De Panne ·
E3 Saxo Classic ·
Gent-Wevelgem ·
Dwars door Vlaanderen ·
Ronde van Vlaanderen ·
Ronde van het Baskenland ·
Parijs-Roubaix ·
Amstel Gold Race ·
Waalse Pijl ·
Luik-Bastenaken-Luik ·
Ronde van Romandië ·
Eschborn-Frankfurt ·
Ronde van Italië ·
Critérium du Dauphiné ·
Ronde van Zwitserland ·
Copenhagen Sprint · 
Ronde van Frankrijk ·
Clásica San Sebastián ·
Ronde van Polen ·
BEMER Cyclassics ·
Renewi Tour ·
Ronde van Spanje ·
Bretagne Classic ·
GP van Quebec ·
GP van Montreal ·
Ronde van Lombardije ·
Ronde van Guangxi